# مستشفى برج العرب المركزي
مستشفى برج العرب المركزي أو مستشفى برج العرب الجديدة هو مستشفى عام حكومي مصري، يتبع مديرية الشئون الصحية بالإسكندرية التابعة لوزارة الصحة والسكان، يقع في الحي الأول بمدينة برج العرب الجديدة بمحافظة الإسكندرية، على مساحة 2 فدان، اُفتتح في 4 يوليو 1996، يتكون من مبنيين، المبنى الرئيسي بارتفاع أربعة طوابق يضم غرف الرعاية، العمليات، والإدارة، ومبنى فرعي بارتفاع طابقين يضم الإدارة، أقسام الطوارئ والعيادات الخارجية، بلغت الطاقة الاستيعابية للمستشفى سنة 2020 حوالي 42 سرير، أربعة وحدات عناية مركزة، وغرفتين للعمليات.

## الأقسام والتخصصات
يضم مستشفى برج العرب  المركزي العديد من التخصصات الطبية وهي الطوارئ، التخدير، الأسنان، الأنف والأذن والحنجرة، أمراض الصدر، الجلدية والتناسلية، الجهاز الهضمي والكبد، طب المسنين، الكلى والغدد الصماء، النساء والتوليد، العيون، الأطفال، الأشعة، والمعامل.

## معرض الصور

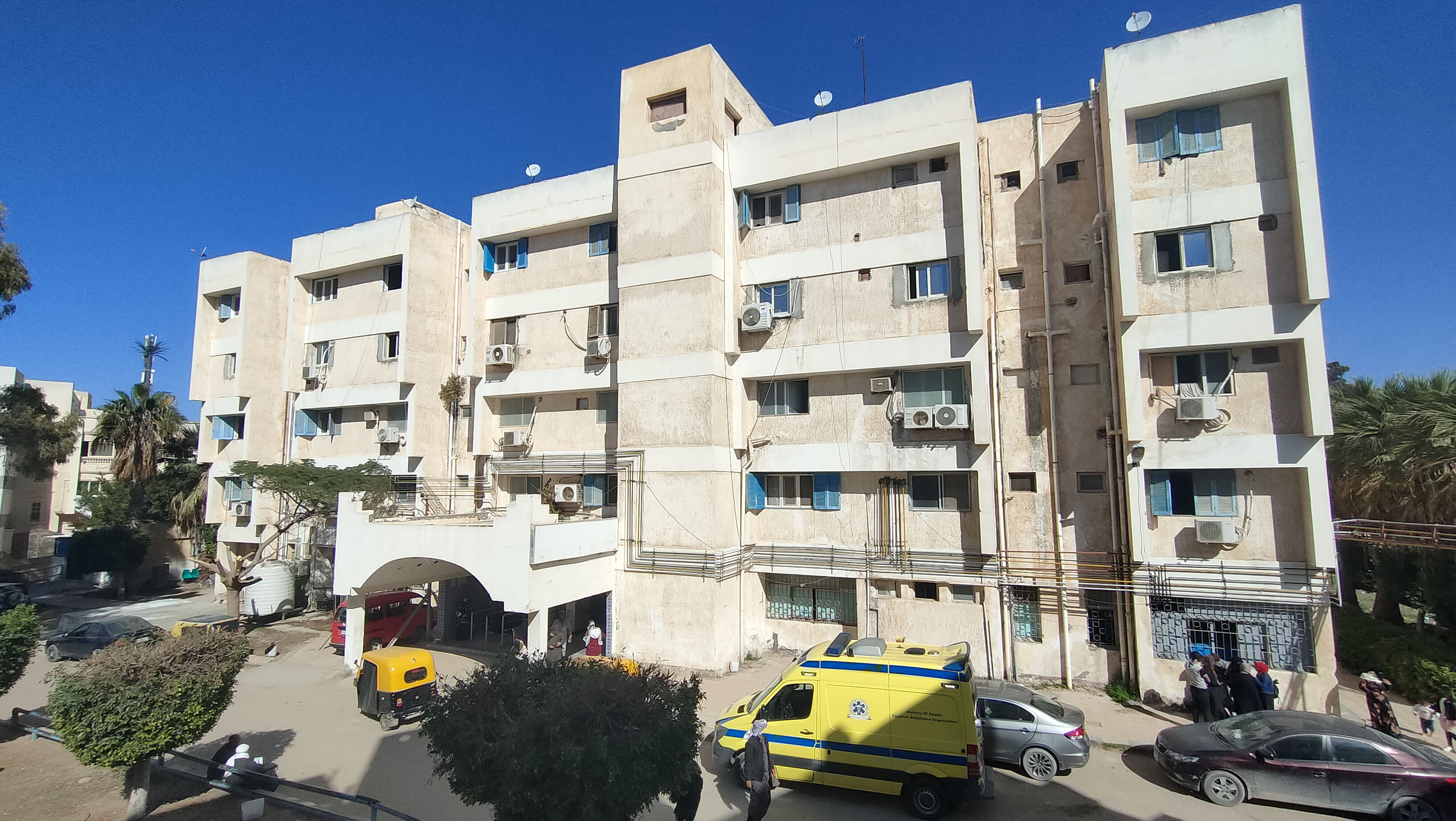
المبنى الرئيسي
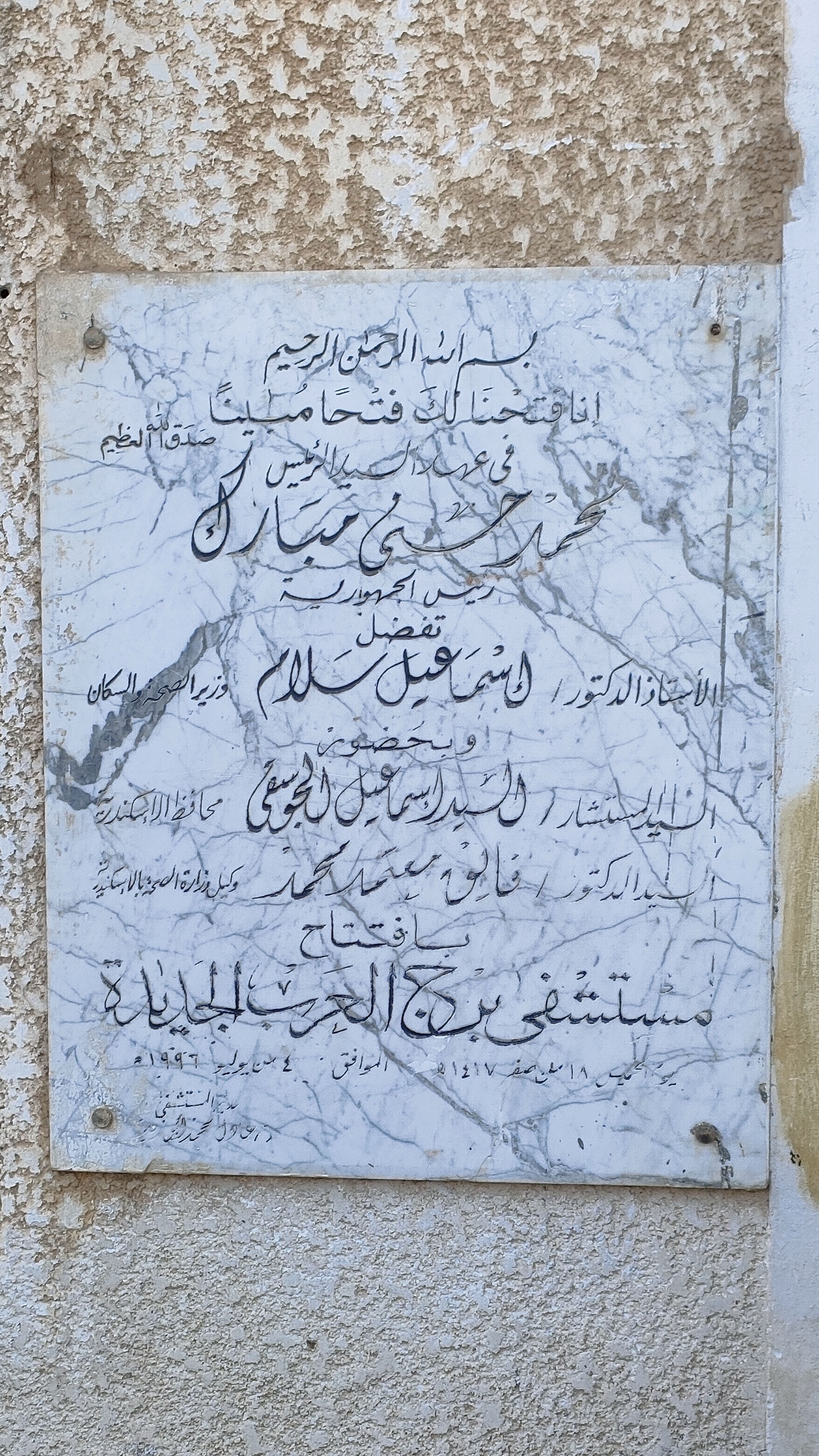
لوحة تذكارية بمناسبة الافتتاح
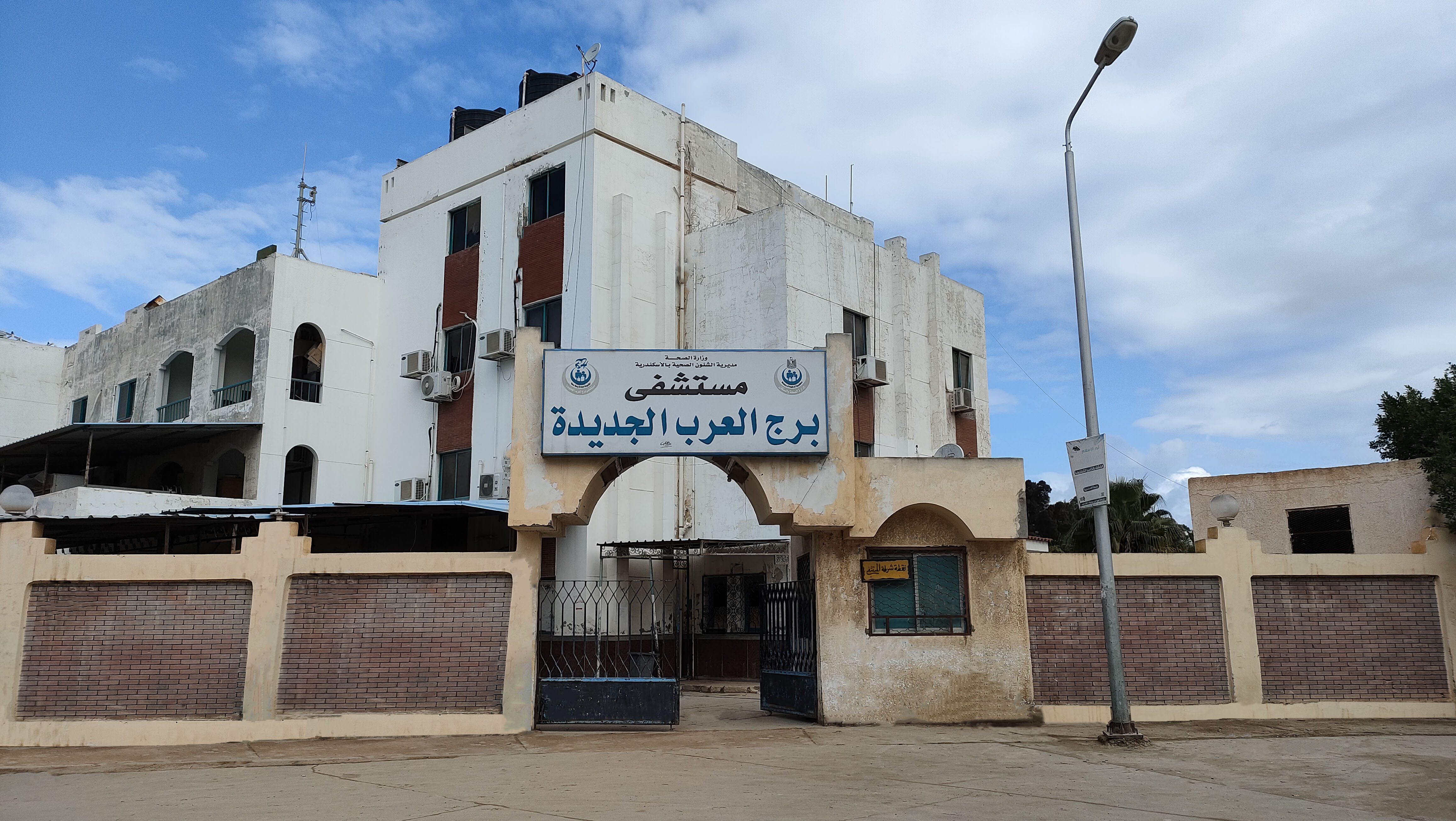
مدخل المستشفى